# Klasea cretica
Klasea cretica ist eine Art der Pflanzengattung Klasea aus der Familie der Korbblütler (Asteraceae). Sie kommt nur auf Kreta vor.

## Beschreibung

### Vegetative Merkmale
Klasea cretica ist ein ausdauernder Schaft-Hemikryptophyt, der Wuchshöhen von 20 bis 70 Zentimeter erreicht. Der Stängel ist geflügelt. Die Laubblätter sind lanzettlich bis elliptisch und am Rand buchtig gezähnt mit stachelspitzigen Zähnen.; der Blattgrund ist lang herablaufend. Die zahlreichen Stängelblätter nehmen an Größe wenig vom Stängel grund zur Spitze ab. Sie besitzen eine kaum hervorstehende, gleichfarbige Aderung und sind am Grund lang herablaufend. am Rand buchtig gezähnt mit stachelspitzigen Zähnen.

### Generative Merkmale
Die Körbe sind lang gestielt, 30 bis 40 Millimeter groß und einzeln oder zu wenigen angeordnet. Die äußeren Hüllblätter sind 4 bis 5 Millimeter breit, glänzend, am Rücken mehlig-kurzflaumig behaart und weisen lediglich am Rand wenige Wimpern auf. Sie haben kräftige, abrupt zusammengezogene, spitze, 2 bis 3 Millimeter lange Dornen, die zur Fruchtzeit meist stark zurückgebogen sind. Die inneren Hüllblätter sind mehr oder weniger starr. Die Blüten sind purpurrot gefärbt.
Die Blütezeit reicht von Juni bis Juli.

## Vorkommen
Klasea cretica kommt nur im Osten Kretas vor. Pflanzen aus Griechenland (Peloponnes) und Libyen, die zeitweise hierher gestellt wurden, gehören zu der von Werner Greuter 2012 neubeschriebenen Art Klasea moreana. Klasea cretica wächst auf Felsen, in Kiefernwäldern und in Phrygana in Höhenlagen von 200 bis 600 Meter.

## Systematik
Klasea cretica wurde in der Gattungsmonographie von Ludwig Martins innerhalb von Klasea als einzige purpurblütige Art in die sonst durch gelbe Blüten charakterisierte Sektion Schumeria  (Iljin) L.Martins gestellt, während die Verwandtschaft von Klasea flavescens als der Sektion Demetria zugehörig eingestuft wurde.
Diese Art wurde 1958 von dem britischen Botaniker William Bertram Turrill als Serratula cichoracea subsp. cretica erstbeschrieben. Sie wurde 1977 von dem tschechischen Botaniker Josef Holub in die Gattung Klasea gestellt und in den Artrang erhoben. Diese Einstufung fand erst 2006 durch die Arbeiten von Ludwig Martins Anerkennung. Ein weiteres Synonym ist Klasea flavescens subsp. cretica (Turrill) Greuter & Wagenitz. Der Gattungsname ehrt den schwedischen Arzt Lars Magnus Klase (1722–1766).